# Gwanggaeto cel Mare de Goguryeo
Gwanggaeto cel Mare (373 – 412, r. 391 – 412, pe numele sau Dam-deok) a fost al 19-lea monarh al regatului, domnind între anii 391-413. A fost al doilea fiu al lui Gogukyang, și predecesor al fratelui său mai în vârstă. Sub domnia sa, Goguryeo a devenit din nou o putere majoră în Asia de Est, astfel că după moartea sa, în 413, regatul controla toate teritoriile dintre râurile Amur și Han (două treimi din Coreea modernă, Manchuria și părți din provinciile maritime rusești și Mongolia). În plus, în anul 399 regatul Shilla s-a supus în fața Goguryeo pentru a fi apărată de raidurile Baekje. Gwanggaeto a cucerit capitala Baekje, Seulul de astăzi și a făcut regatul Baekje vasal al Goguryeo. Mulți consideră această unificare sub Goguryeo ca fiind singura unificare adevărată a celor trei regate. Reușitele regelui sunt înregistrate pe Stela lui Gwanggaeto, care în anul 414 a fost așezată la mormântul său în Jian, granița chineză-nord-coreeană de azi. Este cea mai mare stelă inscripționată din lume.
Nașterea și contextul istoric
La momentul nașterii lui Gwanggaeto, Goguryeo nu mai era așa puternic cum fusese cândva. Chiar înainte de nașterea sa, regele Geunchogo (Yeogu) al Baekje învinsese Goguryeo, cucerind a doua cea mai mare fortăreață de la Pyongyang și asasinându-l pe regele Goguk-won (Sayu). Regele Sosurim, (Gu Bu) care urmase la tron după moartea lui Goguk-won din 371, a păstrat politica externă pe cât posibil mai izolată pentru a reconstrui regatul slăbit de atacurile Baekje din același an. Goguk-yang, care l-a succedat pe Sosurim a dus o politică similară, și s-a concentrat pe reabilitarea și remobilizarea forțelor armate. După  înfrângerea Goguryeo din 371, Baekje devenise o forță dominantă  în Asia de Est, influența sa fiind exercitată și dincolo de peninsula coreeană. Regele Geunchogo cucerise mai multe state ale Chinei, printre care Liaoxi și Shandong, pentru ca regatul său să isi  dovedească superioritatea asupra regatului Goguryeo, dar și asupra a diverse dinastii chineze care se ridicaseră in timpul războaielor civile cauzate de căderea dinastiei Han din anul 220.
Ridicarea la putere și campaniile împotriva Baekje
Gwanggaeto a urmat la tron după moartea tatălui său, regele Goguk-yang, din 391. Imediat ce a fost încoronat s-a autointitulat cu titlul suprem de regele Yeongnak, și s-a declarat egal cu conducătorul Chinei și regii Baekje. Apoi a început reconstrucția cavaleriei și a flotei navale, punându-le în acțiune anul următor împotriva Baekje. Cu regele la comanda armatei, Goguryeo a pornit războiul cu 50,000 de oameni cucerind 10 orașe-cetăți de-a lungul graniței dintre cele două regate. Această ofensivă l-a înfuriat pe regele Asin al Baekje care a pornit un contra-atac, dar forțele sale au fost înfrânte încă odată în 393. În 394, Asin a lansat un nou atac, eșuat de asemenea,Goguryeo ieșind din nou învingătoare. După mai multe înfrângeri rușinoase, regatul Baekje începea încet să cadă, iar autoritatea lui Asin începea și ea să fie contestată. Asin a pierdut din nou în 395 și a fost nevoit să-și retragă forțele armate spre Wiryeseong, capitala Baekje, astăzi situată în partea sudică a Seulului. În anul următor, Gwanggaeto și-a condus imensa flotă spre Wiryeseong, apropiindu-se de pe mare și de pe râuri. Asin se așteptase la o ofensivă  pe uscat și a fost surprins cu garda jos. Forțele Goguryeo a ars aproximativ 58 de fortărețe și a învins armata lui Asin .Asin s-a văzut nevoit să se predea în fața lui Gwanggaeto și chiar l-a oferit pe fratele său captiv în Goguryeo ca o condiție a supunerii în fața acestuia.
Cuceririle din nord
În 395, în timpul unei campanii contra Baekje, regele însuși a atacat și cucerit Biryeo, o mică parte din tribul Khitan localizat în centrul Manchuriei, aproape de râul Songhua. În 400 Houyan (Later Yan) fondată de clanul Murong al Xianbei, în prezent provincia Liaoning, a atacat Goguryeo. Regele a răspuns ferm și a recuperat imediat teritoriile pierdute iar în 402 a decis să atace el însuși Yan pentru ca aceștia să nu mai reprezinte o amenințare. În același an a cucerit și Xienpei iar în 404 a invadat și cucerit întreaga peninsulă Liaodong. Însă Xianbei nu a stat să privească cum Goguryeo îi cucerește teritoriile. În 405, forțe Yan au trecut râul Liao și au atacat Goguryeo, dar au fost învinse de Gwanggaeto. Murong Xianbei au invadat încă odată anul următor dar bineînțeles Goguryeo a respins atacurile. Gwanggaeto a mai condus campanii împotriva acestora dar și a tribului Khitan din Mongolia, pe care l-a adus sub controlul său. În 408 a trimis o delegație de pace la Gao Yun, pe atunci conducătorul Later Yan, pentru a semna o înțelegere între cele două dinastii, pentru ca Gao Yun era descendent al casei regale din Goguryeo. Controlul Goguryeo asupra Liaoning a rămas puternic până când dinastia Tang a preluat zona pentru a se război cu Goguryeo la sfârșitul secolului 7. În 410, Gwanggaeto a început cuceririle asupra Dongbuyeo (regat care s-a desprins din Bukbuyeo, când regele Haeburu al Buyeo a mutat capitala mai la est). Dongbuyeo nu era pe măsura Goguryeo și a suferit o serie de înfrângeri, pentru ca în cele din urmă să se predea în fața mai puternicului regat, după ce Gwanggaeto a cucerit 64 de orașe cetăți și peste 1400 de sate. Regele a atacat și triburile Malgal(sau Mohe) și Ainu, aducându-le sub dominația regatului său.
Moartea și moștenirea
Regele Gwanggaeto a murit din cauza unei boli, în 413, la doar 39 de ani. Deși a domnit doar 22 de ani și a murit foarte tânăr, cuceririle sale sunt considerate printre cele mai glorioase ale Coreei. Exceptând perioada de 200 de ani, începând cu domnia fiului și succesorului său, regele Jangsu și până la regatul Balhae, Coreea nu a mai condus până atunci teritorii atât de vaste. Gwanggaeto este creditat de asemenea pentru stabilirea numelor regale, un gest simbolic care îi făcea pe monarhii Coreei egali cu cei ai Chinei. Gwanggaeto este unul din cei doi regi ai Coreei care au primit titluatura de Dae, adică Mare, după numele de rege (celălalt este regele Sejong cel Mare, inventatorul alfabetului coreean, hangul). Oameni îl văd ca pe unul din cei mai mari eroi ai istoriei lor și este deseori considerat un simbol al naționalismului în Coreea. Recent, China a lansat un program de încorporare a istoriei Goguryeo în istoria țării lor, fapt care a fost primit cu indignare de coreeni.
Stela lui Gwanggaeto, monument de aproape 7 metri construit de regele Jangsu în 414 la mormântul tatălui său a fost redescoperită în Manchuria în 1875 de un învățat chinez.
Deși stela oferă o mulțime de informații despre domnia regelui, ea a cauzat și multe controverse deoarece conține și câteva referiri la Japonia. Acestea sunt:
În 391 Japonia (pe atunci Wae) a trecut marea și a învins Shilla și Baekje;
În 399 armată aliată a Japoniei și Baekje au invadat Shilla care a cerut ajutor din partea Goguryeo;Gwangaetto reuseste printr-o strategie a lui Ha Muji (primul strateg de la Curte), sa il infranga pe generalul Soga Sen al Wae. 
În 400 Goguryeo a expulzat Wae din Shilla;
În 404 Japonia a pierdut razboiul cu Goguryeo în sudul Lelang.(Nagnang).
Dintre acestea, povestea din 391  a devenit cea mai controversată pentru că textul de pe stelă nu este foarte clar și menționează prezența Japoniei în peninsula coreeana în secolul 4, fapt respins de istorici Coreei. De asemenea, prezența Japoniei cu putere în 391 este respinsă și de istoria regatelor Shilla și Baekje. De aceea este ciudat că un monument dedicat reușitelor Goguryeo menționează o reușită a  Japoniei care nu are nici o legătură cu regatul Goguryeo sau cu regele Gwanggaeto. Istoricii indică de asemenea diferențele tehnologice substanțiale dintre Coreea și Japonia la acea vreme. Ar fi fost imposibil ca Japonia să subjuge o țară care avea tehnologia superioară ei. Istoricii cred că stela a fost modificată intenționat de armata imperială japoneză pentru a oferi un precedent istoric al ocupației japoneze asupra Coreei. Acest lucru este foarte posibil din moment ce Japonia a modificat mai multe documente istorice în timpul erei sale imperiale de la începutul secolului 20. De aceea se cred că acel pasaj spunea de fapt:
În 391 Goguryeo a trecut marea și a învins Shilla și Baekje.
Mormântul regelui Gwanggaeto se găsește în Jian (în nordul Chinei, fosta Manchuria) lângă granița cu Coreea de Nord.

## Familia
- Tata: Gogukyang
- Mama: Cheon Sa-Hee
- Consoarte: neștiut
- Copii:

1. Changsu de Goguryeo(장수왕)
2. Printe Seungcheon(승천)